# Теорема Бельтрамі — Еннепера
Теорема Бельтрамі — Еннепера — теорема про властивості асимптотичних ліній регулярних поверхонь.
Теорема доведена незалежно один від одного Еудженіо Бельтрамі у 1866 році у і Альфредом Еннепером у 1870 році.

## Твердження теореми
Якщо кривина асимптотичної лінії в заданій точці не є рівною нулю то квадрат скруту цієї лінії дорівнює кривині поверхні у цій точці зі знаком мінус.
Для асимптотичної кривої, якщо визначена дотична площина, то вона збігається з дотичною площиною до поверхні. Тому замість квадрата скруту потрібно взяти квадрат швидкості обертання дотичної площини в цій точці при зміщенні по асимптотичній кривій. Це переформулювання є корисним коли кривина асимптотичної лінії в точці дорівнює нулю і отже дотична площина є невизначеною.

## Доведення
Нехай {\displaystyle \gamma (s)} — асимптотична крива на регулярній поверхні S. Оскільки за означенням нормальна кривина у напрямку {\displaystyle \gamma '(s)} є рівною нулю і {\displaystyle \gamma ''(s)} є ненульовим вектором (оскільки кривина є ненульовою), то з означень нормальної кривини і теореми Меньє випливає, що вектор {\displaystyle \gamma ''(s)} є ортогональним до N (нормалі до поверхні). Тоді також {\displaystyle N(s)=\pm b(s)} де {\displaystyle b(s)} позначає бінормаль у точках кривої. Тоді за означенням {\displaystyle \tau ^{2}=|b'(s)|^{2}=|N'(s)|^{2}=|N'(\gamma (s))|^{2}.}
Останній вираз можна переписати через відображення Вейнгартена як {\displaystyle |N'(\gamma (s))|^{2}=(dN(\gamma '(s)),dN(\gamma '(s)))=((dN)^{2}(\gamma '(s)),\gamma '(s))=III(\gamma '(s)),} де {\displaystyle III(\gamma '(s))} — третя фундаментальна форма і використана самоспряженість оператора Вейнгартена.
Три фундаментальні форми задовольняють рівність {\displaystyle III(\gamma '(s))=-K\cdot I(\gamma '(s))+2H\cdot II(\gamma '(s)).} З означення асимптотичної кривої {\displaystyle II(\gamma '(s))=0,} також {\displaystyle I(\gamma '(s))=1} оскільки крива задана натуральною параметризацією.
Об'єднуючи всі рівності, маємо {\displaystyle \tau ^{2}=III(\gamma '(s))=-K.}